# Alfred Lehmann (Politiker, 1867)
Alfred Lehmann (* 23. April 1867 in Wolfstein; † 22. August 1919 in Freinsheim) war ein deutscher Mediziner, Winzer und Politiker.

## Leben
Als Sohn eines Kreisschulrates geboren, studierte Lehmann nach dem Besuch des Gymnasiums in Speyer Medizin in Erlangen und Heidelberg. Während seines Studiums wurde er 1885 Mitglied der Burschenschaft Frankonia Heidelberg. Er wurde zum Dr. med. promoviert und arbeitete von 1892 bis 1901 als praktischer Arzt in Frankenthal und Freinsheim. Er besaß einen Weinberg, dem er sich ab 1901 ausschließlich widmete. Er machte sich als Weinbauer einen Namen und war unter anderem an der Gründung der pfälzischen Kommission zur Bekämpfung der Rebschädlinge sowie des Vereins der Naturweinversteigerer und des Weinbauvereins für die Rheinpfalz beteiligt. Ab 1907 gehörte er für die Freie Vereinigung/Bund der Landwirte dem Bayerischen Landtag an.